# 西魚町 (岡崎市)
西魚町（にしうおまち）は、愛知県岡崎市の町名。丁番を持たない単独町名である。

## 地理
岡崎市の西部に位置し、中心街の一角に相応する。

### 番地
| - 4 - 5 - 6 - 9 - 12 - 13 - 19 - 20 | - 22 - 24 - 25 - 26 - 27 - 28 - 29 - 30 | - 31 - 32 - 34 - 35 - 37 - 38 - 39 - 40 | - 42 - 43 - 44 - 45 - 46 - 47 |

## 世帯数と人口
2019年（令和元年）5月1日現在の世帯数と人口は以下の通りである。
| 町丁   | 世帯数 | 人口  |
| ------ | ------ | ----- |
| 西魚町 | 57世帯 | 118人 |

### 人口の変遷
国勢調査による人口の推移
| 1995年（平成7年）  | 193人 | [ 6 ]  |  |
| 2000年（平成12年） | 167人 | [ 7 ]  |  |
| 2005年（平成17年） | 157人 | [ 8 ]  |  |
| 2010年（平成22年） | 124人 | [ 9 ]  |  |
| 2015年（平成27年） | 106人 | [ 10 ] |  |

## 小・中学校の学区
市立小・中学校に通う場合、学区は以下の通りとなる。
| 番・番地等 | 小学校             | 中学校             | 高等学校 |
| ---------- | ------------------ | ------------------ | -------- |
| 全域       | 岡崎市立連尺小学校 | 岡崎市立城北中学校 | 三河学区 |

## 歴史

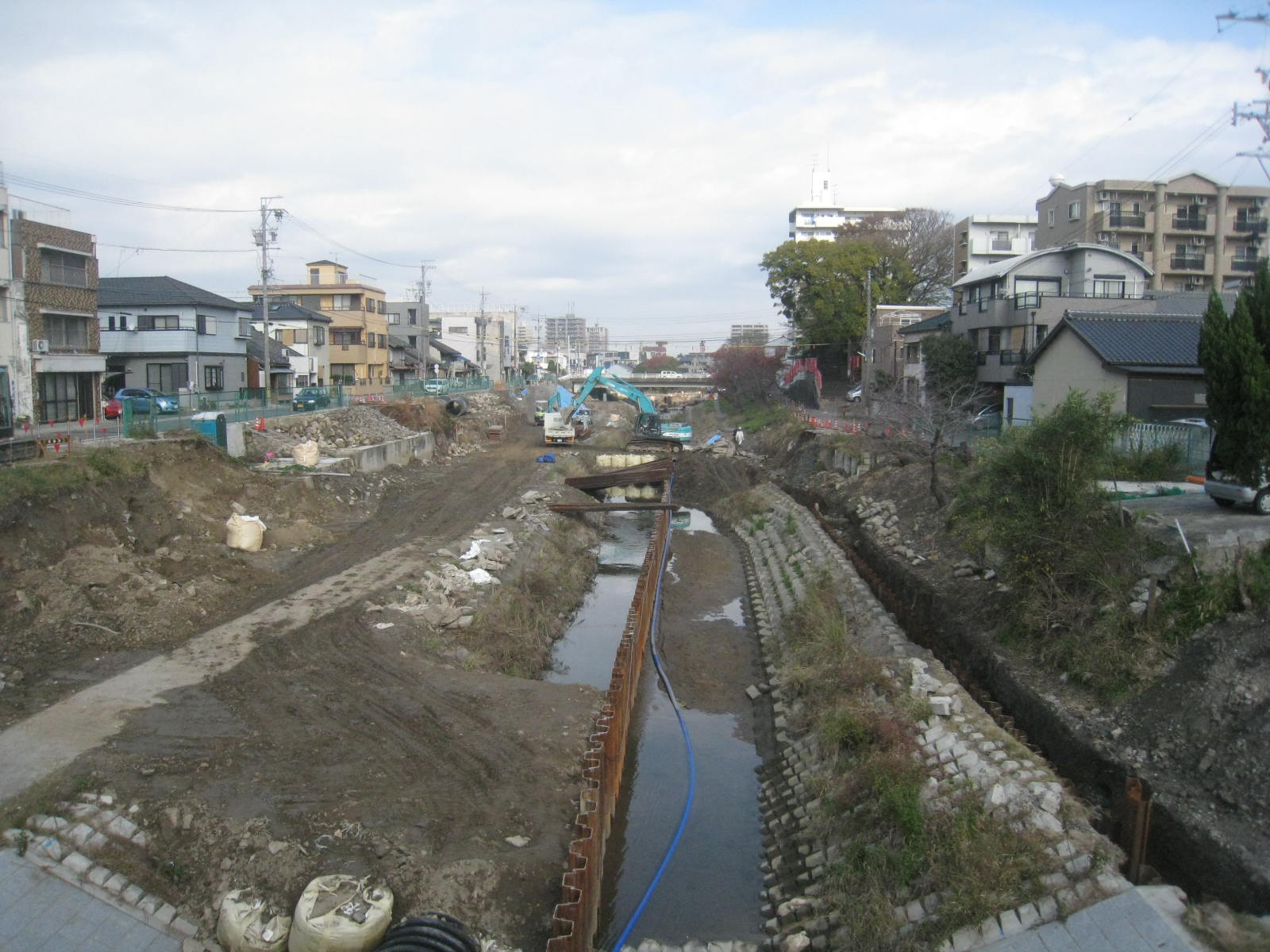
平成20年8月末豪雨から1年後。整備中の伊賀川。

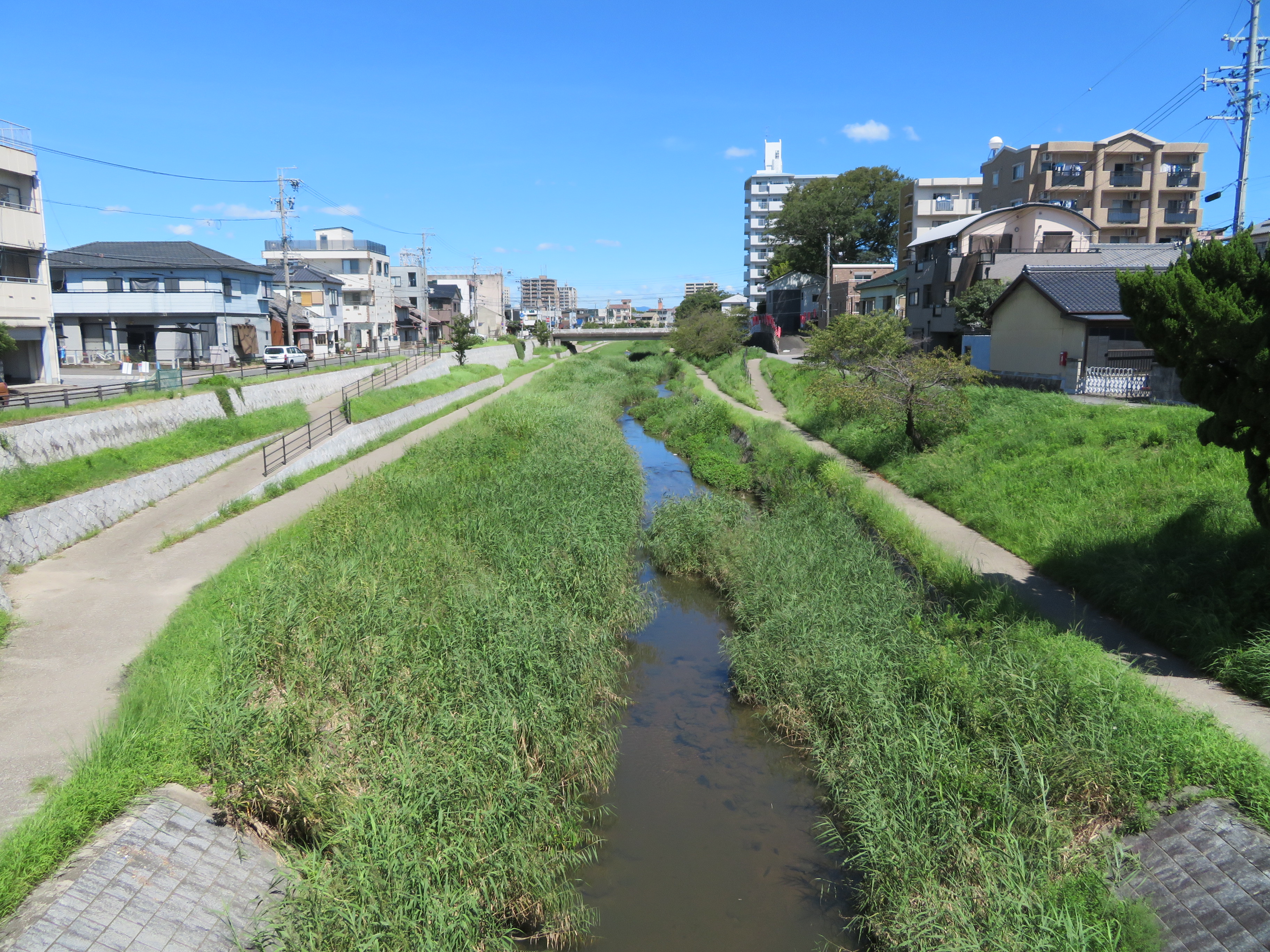
整備完成後の伊賀川（2019年9月）。

額田郡岡崎魚町の一部を前身とする。

### 沿革
- 1933年（昭和8年）11月5日 - 魚町の一部より、西魚町が成立[1]。
- 1957年（昭和32年）11月15日 - 魚町の一部を編入[1]。

## 施設
- 十王寺

## その他

### 日本郵便
- 郵便番号 : 444-0055[4]（集配局：岡崎郵便局[12]）。

## 参考資料
- 「角川日本地名大辞典」編纂委員会 編『角川日本地名大辞典 23 愛知県』角川書店、1989年3月8日。ISBN 4-04-001230-5。
- 有限会社平凡社地方資料センター 編『日本歴史地名体系第23巻 愛知県の地名』平凡社、1981年。ISBN 4-582-49023-9。
- 新編岡崎市史編さん委員会 編『新編岡崎市史 総集編 20』1993年。